# Paul Volberding
Paul A. Volberding (?,?) é um médico estadounidense especializado em oncología e um dos líderes da luta contra o HIV/aids nos Estados Unidos. Foi presidente da Sociedade Internacional de AIDS de 1990 a 1992.

## Biografia
Recebeu-se de médico na prestigiosa Universidade de Chicago em 1971 e aqui obteve sua especialização em oncologia. Mais tarde se doutorou na Universidade de Minnesota em 1975.
Estabeleceu-se por razões trabalhistas em San Francisco. Aquela cidade foi um dos focos de infecção gigantes da epidemia de HIV nos Estados Unidos, durante a primeira metade dos anos 1980.

## Carreira
Em 1983 dirigiu a primeira sala de hospitalização para o tratamento de pessoas com aids no Hospital Geral de San Francisco; a tristemente célebre sala 86. Depois trabalhou nos primeiros ensaios clínicos com AZT para avaliar a terapia antirretroviral na infecção por HIV.
Volberding foi um dos experientes que abordou a questão do momento óptimo para o tratamento da infecção temporã por HIV quando não há sintomas evidentes. Esta esteve vigente por quase 30 anos quando em 2015 a Organização Mundial da Saúde, opinou que o tratamento deve se começar imediatamente depois da detecção.
Em 1990 a IAS elegeu-o presidente, em 2001 foi nomeado director do Centro Médico de Veteranos de San Francisco e posteriormente vice-presidente da prestigiosa Universidade de Califórnia em San Francisco.